# Камберленд (округ, Нью-Джерси)
Камберленд (англ. Cumberland County) — округ в штате Нью-Джерси, США. По данным переписи за 2010 год число жителей округа составляло 156 898 человек. В городе Бриджтон располагается административный центр округа. Крупнейшим населённым пунктом округа является Вайнленд.
Округ входит в метрополитенский статистический ареал Вайнленд-Миллвилл-Бриджтон.

## Географическое положение
Округ Камберленд находится на юго-западе Нью-Джерси. Площадь округа 1755 км² (пятый по размеру в штате). Он находится на побережье залива Дэлавэр, ограничен на юге рекой Делавэр, на западе Стоу-Крик, на севере Морис-Ривер, на северо-востоке Такахое-Ривер, на юго-востоке Уэст-Крик.

## История

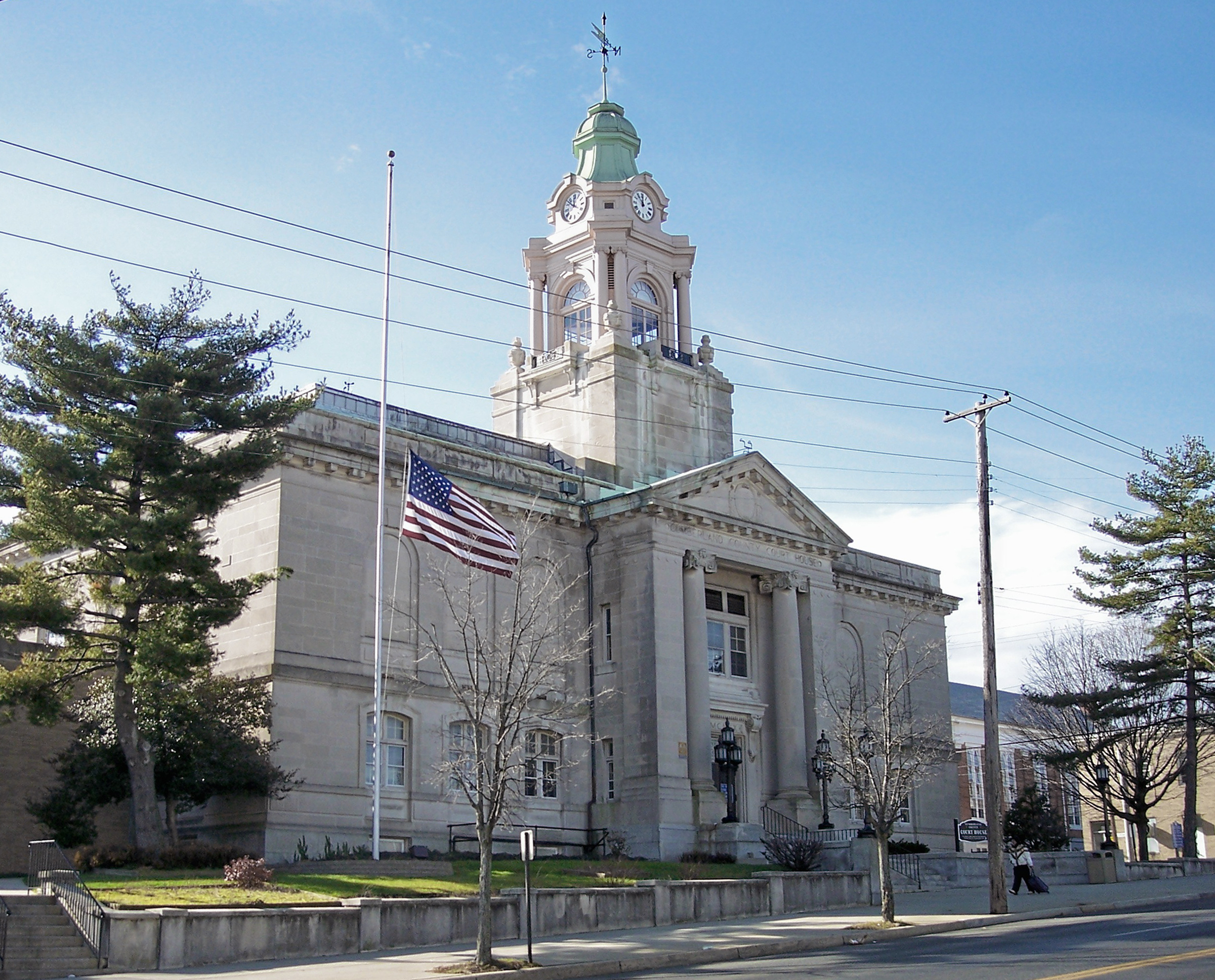
Здание окружного суда в Бриджтоне

Регион населяли народы, говорящие на алгонких языках, когда европейские поселенцы прибыли в XVII веке. Шведские поселенцы построили фермы около Лисберга и Дорчестера. Эти населённые пункты практически исчезли к 1680 году, когда квакер Джон Фенуик основал город Гринвич на берегах Таханси. В 1686 году Ричард Ханкок построил водяную мельницу на месте будущего Бриджтона. К началу революции половина населения округа жила к западу от реки Коханси. В декабре 1774 года, перед началом американской революции, протестующие сожгли поставки чая в Гринвиче. Округ Камберленд был создан в 1748 году и назван в честь Уильяма Августа, герцога Камберлендского.
Основными видами экономической деятельности являются сельское хозяйство (овощи и фрукты) и производство изделий из стекла и консервированных продуктов. В Бриджтоне, окружном центре, находится один из крупнейших исторических районов Нью-Джерси.

## Население
| Год переписи | Нас.   |  | %±    |
| ------------ | ------ |  | ----- |
| 1790         | 8248   |  | —     |
| 1800         | 9529   |  | 15,5% |
| 1810         | 12670  |  | 33%   |
| 1820         | 12668  |  | 0%    |
| 1830         | 14093  |  | 11,2% |
| 1840         | 14374  |  | 2%    |
| 1850         | 17189  |  | 19,6% |
| 1860         | 22605  |  | 31,5% |
| 1870         | 34665  |  | 53,4% |
| 1880         | 37687  |  | 8,7%  |
| 1890         | 45438  |  | 20,6% |
| 1900         | 51193  |  | 12,7% |
| 1910         | 55153  |  | 7,7%  |
| 1920         | 61348  |  | 11,2% |
| 1930         | 69895  |  | 13,9% |
| 1940         | 73184  |  | 4,7%  |
| 1950         | 88597  |  | 21,1% |
| 1960         | 106850 |  | 20,6% |
| 1970         | 121374 |  | 13,6% |
| 1980         | 132866 |  | 9,5%  |
| 1990         | 138053 |  | 3,9%  |
| 2000         | 146438 |  | 6,1%  |
| 2010         | 156898 |  | 7,1%  |
| 2020         | 154152 |  | −1,8% |

В 2010 году на территории округа проживало 36 420 человек (из них 51,5 % мужчин и 48,5 % женщин), насчитывалось 51 931 домашних хозяйства и 36 561 семей. Расовый состав: белые — 62,7 %, афроамериканцы — 20,2 %, коренные американцы — 1,1 % и представители двух и более рас — 3,5 %. 27,1 % населения были латиноамериканцами.
Население округа по возрастному диапазону по данным переписи 2010 года распределилось следующим образом: 24,0 % — жители младше 18 лет, 4,1 % — между 18 и 21 годами, 49,3 % — от 21 до 65 лет и 12,6 % — в возрасте 65 лет и старше. Средний возраст населения — 36,5 лет. На каждые 100 женщин в Камберленде приходилось 106,2 мужчин, при этом на 100 совершеннолетних женщин приходилось уже 106,9 мужчины сопоставимого возраста.
Из 51 931 домашних хозяйств 70,4 % представляли собой семьи: 45,2 % совместно проживающих супружеских пар (17,7 % с детьми младше 18 лет); 18,6 % — женщины, проживающие без мужей и 6,6 % — мужчины, проживающие без жён. 29,6 % не имели семьи. В среднем домашнее хозяйство ведут 2,79 человека, а средний размер семьи — 3,26 человека. В одиночестве проживали 24,0 % населения, 10,8 % составляли одинокие пожилые люди (старше 65 лет).

## Экономика
В 2016 году из 122 736 трудоспособных жителей старше 16 лет имели работу 62 195 человек. В 2014 году медианный доход на семью оценивался в 58 151 $, на домашнее хозяйство — в 49 537 $. Доход на душу населения — 22 303 $. 14,9 % от всего числа семей в Камберленде и 18,5 % от всей численности населения находилось на момент переписи за чертой бедности.